# Kenny Kirkland
Pour les articles homonymes, voir Kirkland.
Kenny Kirkland, de son nom complet Kenneth David Kirkland, était un claviériste de jazz né à Brooklyn New York, le 28 septembre 1955 et décédé le 12 novembre 1998.
Il est surtout connu pour avoir joué avec Sting sur quatre albums solo The Dream of the Blue Turtles en 1985, ...Nothing Like the Sun en 1987, The Soul Cages en 1991 et Mercury Falling en 1996, un live Bring on the Night en 1986 et un EP Nada Como el Sol en 1988. Il apparait aussi à titre posthume sur l'album My Songs en 2019. Puis on a pu le voir dans le film de Michael Apted, Bring on the Night, en 1986.
Il est également connu pour avoir accompagné de grands noms du jazz, tels que Wynton et Branford Marsalis (qui a aussi accompagné Sting en même temps que Kenny Kirkland) ou encore Kenny Garrett.

## Biographie
À six ans, Kenny a commencé à apprendre le piano, après des années passées à l'école catholique, il s'est inscrit à l'École de Musique de Manhattan, la Manhattan School of Music, où il a étudié la pratique du piano classique, la théorie et la composition. Il joue d'abord comme accompagnateur avec le violoniste polonais de jazz-fusion Michał Urbaniak avec lequel il tourne en Europe durant toute l'année 1977.
Par la suite, il joue avec un autre musicien européen en la personne du bassiste tchécoslovaque Miroslav Vitouš sur les albums First Meeting en 1979 et Miroslav Vitouš Group en 1980. Puis durant son séjour au Pays du Soleil Levant en cette glorieuse année 1980, Kenny joue les claviers sur l'album de Kazumi Watanabe intitulé To Chi Ka en compagnie de Tony Levin et Peter Erskine, entre autres musiciens.
Et toujours en 1980 alors qu'il est en tournée au Japon avec Terumasa Hino et avec lequel il joue sur l'album Double Rainbow publié en 1981 ainsi que sur 3 autres albums subséquents, il fait la rencontre du trompettiste Wynton Marsalis et commencera alors une longue collaboration entre les deux musiciens. Sur le premier album éponyme de Marsalis publié en 1981, Kenny se partage le piano avec une de ses influences Herbie Hancock, puis il jouera comme pianiste solo sur ses trois albums suivants, Think of one, Hothouse Flowers et Black Codes.
Par la suite, Kenny joue avec le frère de Wynton, Branford Marsalis, alors qu'il se joint à son groupe. On le retrouve ainsi sur l'album de Branford, Scenes in the city en 1984, sur lequel il joue 2 pièces alors que le reste est joué par le pianiste Mulgrew Miller.
C'est aussi en 1984 qu'il accompagne l'ex-bassiste chanteur des Police, Sting, sur son premier album solo The Dream of the Blue Turtles. Il y retrouve Branford Marsalis ainsi que le bassiste Darryl Jones et le batteur Omar Hakim, ainsi que les choristes Dolette McDonald et Janice Pendarvis. Cette collaboration se poursuit avec le double album live Bring on the Night, ainsi qu'un film de Michael Apted du même nom tourné à Paris.
Kenny Kirkland fit cadeau à Sting de la chanson Dienda qui vient enrichir les compositions jazz de Sting. Kenny jouera encore sur 4 autres albums de Sting, …Nothing Like the Sun en 1987, Nada Como el Sol en 1988, The Soul Cages en 1991 et enfin Mercury Falling en 1996. Il apparait aussi à titre posthume sur l'album My Songs en 2019. 
Kenny Kirkland est retrouvé mort dans son appartement à New York le 13 novembre 1998, le lendemain de son décès, victime d'une insuffisance cardiaque peu après ses 43 ans,,.

## Discographie

### En solo
- 1991 : Kenny Kirkland
- 1993 : Mr. J.C.

### En tant qu'invité
Avec John Scofield
- 1979 : Who's Who?

Avec Kazumi Watanabe
- 1980 : To Chi Ka - Avec Tony Levin, Peter Erskine, etc.

Avec Jay Hoggard
- 1980 : Rain Forest

Avec Chico Freeman
- 1980 : Peaceful Heart, Gentle Spirit

Avec Miroslav Vitouš
- 1980 : First Meeting
- 1981 : Miroslav Vitouš Group

Avec Terumasa Hino
- 1981 : Double Rainbow - Avec Herbie Hancock
- 1982 : Pyramid
- 1983 ; New York Times
- 1985 : Trans-Blue

Avec Wynton Marsalis
- 1981 : Wynton Marsalis
- 1983 : Think of One
- 1984 : Hothouse Flowers
- 1985 : Black Codes (From the Underground)

Avec Elvin Jones
- 1982 : Earth Jones
- 1982 : Brother John

Avec Branford Marsalis
- 1983 : Scenes in the City
- 1985 : Royal Garden Blues
- 1986 : Renaissance
- 1987 : Random Abstract (en)
- 1990 : Crazy People Music
- 1992 : I Heard You Twice the First Time
- 1999 : Requiem

Avec Carla Bley
- 1984 : Heavy Heart

Avec Dizzy Gillespie
- 1984 : Closer To The Source
- 1985 : New Faces

Avec Sting
- 1985 : The Dream of the Blue Turtles
- 1986 : Bring on the Night - Double album live
- 1987 : …Nothing Like the Sun
- 1988 : Nada Como el Sol - EP
- 1991 : The Soul Cages
- 1996 : Mercury Falling
- 2019 : My Songs - À titre posthume

Avec Hiram Bullock
- 1986 : From All Sides

Avec Lew Soloff (en)
- 1987 : Speak Low

Avec Michael Brecker
- 1987 : Michael Brecker (Impulse!)
- 1988 : Don't Try This At Home (Impulse!)

Avec Jeff « Tain » Watts
- 1991 : Megawatts
- 1999 : Citizen Tain

Avec Delfeayo Marsalis
- 1992 : Pontius Pilate's Decision

Avec Kenny Garrett
- 1992 : Black Hope
- 1997 : Songbook

Avec Robert Hurst (en)
- 1994 : One for Namesake